# Katinka
"Katinka" foi a canção que representou os Países Baixos no Festival Eurovisão da Canção 1962 que teve lugar no Luxemburgo em 18 de março desse ano.
A canção foi interpetada em neerlandês pela banda-duo De Spelbrekers.Foi a oitava canção a ser interpretada na noite do festival, a seguir à canção da Alemanha "Zwei Kleine Italiener", cantada por Conny Froboess e antes da canção da França  "Un premier amour", interpretada por Isabelle Aubret. Terminou em 13.º lugar (empatada com outras 3 canções), não tendo obtido qualquer ponto (0 pontos). Neste festival, quatro canções não tiveram qualquer ponto: a da Bélgica "Ton nom", por Fud Leclerc, da Espanha  "Llámame" por Victor Balaguer e da Áustria "Nur in der Wiener Luft" por Eleonore Schwarz, No ano seguinte, em 1963, os Países Baixos foram representados por Annie Palmen que interpretou a canção "Een speeldoos".

## Autores
- Letrista(s): Henny Hamhuis, Lodewijk Post
- Compositor: Joop Stokkermans
- Orquestrador: Dolf van der Linden

## Letra
A canção é sobre a Katinka titular - uma jovem, a quem oos cantores veem todas as manhãs. Eles explicam que ela tem um efeito poderoso sobre os rapazes que a veem, todos lhe  pedem  para que ela se vire  e dar-lhes "um vislumbre de seu nariz para cima, inclinado".